# Fred Meyer (luchador)
Fred Meyer (Chicago, Estados Unidos, 17 de mayo de 1900-Los Ángeles, 12 de marzo de 1983) fue un deportista estadounidense especialista en lucha libre olímpica donde llegó a ser medallista de bronce olímpico en Amberes 1920.

## Carrera deportiva
En los Juegos Olímpicos de 1920 celebrados en Amberes ganó la medalla de bronce en lucha libre olímpica estilo peso pesado, tras el suizo Robert Roth (oro), el también estadounidense Nat Pendleton (plata), y empatado con el sueco Ernst Nilsson (bronce).